# Ministerstwo Państwowych Gospodarstw Rolnych
Ministerstwo Państwowych Gospodarstw Rolnych – polskie ministerstwo istniejące w latach 1951–1956, powołane do kierowania i zarządzania sektorem państwowym w rolnictwie. Minister był członkiem Rady Ministrów  

## Utworzenie urzędu
Ustawą z 1951 r. o organizacji władz naczelnych w dziedzinie rolnictwa utworzono urząd  Ministra Państwowych Gospodarstw Rolnych w miejsce zniesionego urzędu Ministerstwa Rolnictwa i Reform Rolnych. Ustawą z 1951 roku powołano jednocześnie urząd Ministerstwa  Rolnictwa.

## Ministrowie
- Hilary Chełchowski (1951–1954)
- Stanisław Radkiewicz (1954–1956)
- Mieczysław Moczar (1956)

## Zakres działania  urzędu
Do zakresu działania Ministra Państwowych Gospodarstw Rolnych należały sprawy państwowych przedsiębiorstw gospodarki rolnej, a w szczególności państwowych przedsiębiorstw, prowadzących:
- produkcję roślinną i zwierzęcą;
- gospodarkę rybną – stawową, jeziorną i rzeczną;
- gospodarkę ogrodniczą, sadowniczą i warzywniczą;
- hodowlą roślin;
- hodowlę i chów zwierząt gospodarskich;
- warsztaty  reparacyjne ciągników i maszyn rolniczych oraz produkcję sprzętu gospodarskiego dla państwowych gospodarstw rolnych;
- zakłady przemysłu rolnego i innych gałęzi produkcji, bezpośrednio zawiązanych z gospodarstwem rolnym oraz zakłady pomocnicze.

## Zniesienie  urzędu
Na podstawie ustawy z 1956 r. o zmianie organizacji naczelnych organów administracji publicznej w zakresie rolnictwa zniesiono urząd Ministra Państwowych Gospodarstw Rolnych.